# Надо же…
«На́до же…» — сплит-сингл Аллы Пугачёвой, выпущенный в СССР фирмой «Мелодия» в 1987 году с одноимённой песней, размещённой на его первой стороне. На оборотной стороне разместилась песня «Факир» — дебютная запись Кристины Орбакайте, дочери певицы.
Премьера песни «Надо же…» — одной из первых, написанных Владимиром Кузьминым для Аллы Пугачёвой — состоялась на «Новогоднем Голубом огоньке» в ночь на 1 января 1987 года; песня сразу же стала танцевальным суперхитом года и попала на высшие строки хит-парадов. Как впоследствии признавался Владимир Кузьмин, песня была написана скорее из «спортивного интереса», нежели для души; в создании песни активно помогала Алла Пугачёва. Творческий эксперимент удался полностью: выдержанная в ритмах евродиско и аранжированная в ключе рок-музыки, с красивым гитарным соло в исполнении автора, композиция стала примером безусловного шлягера и высокопрофессиональной работы.
Песня «Надо же…» обозначила новый поворот в творчестве певицы, отмеченный сотрудничеством с Владимиром Кузьминым. За недолгий, но очень плодотворный период 1986—1988 годов Пугачёва и Кузьмин совместно записали более десятка песен; многие из них стали очень яркими хитами своего времени. Планировался к выпуску совместный альбом «Он, она и дождь», но фирма «Мелодия» отказалась от реализации проекта. Эти песни получили распространение в виде магнитоальбома; некоторый наработанный материал позднее вошёл в студийный альбом Кузьмина «Ромео и Джульетта» (1987). Отчасти о совместной программе можно судить по сборнику «Две звезды», выпущенному десять лет спустя в 1997 году.

## Список композиций и участники записи
1. Надо же… (музыка и слова В. Кузьмина)
2. Факир (Р. Горобец — П. Жагун)

Группа «Рецитал», руководитель Руслан Горобец. Звукорежиссёры А. Кальянов, А. Ветр.